# タルパ
タルパ（英: tulpa）は、神智学・神秘主義・超常現象における概念であり、霊的・精神的な力によって作成された存在や物体を指す用語である。現代では、意識を持ち、比較的自律的な意志を有すると作成者によって考えられている、イマジナリーフレンドの一形態を表すために使用されている。タルパは、作成者とは別の思考・感情・人格を持っているとされ、一連の瞑想的手法で意図的に作成される場合と、長期間持続しているイマジナリーフレンドによって偶発的に作成される場合がある。タルパを作成し交流することはタルパマンシー（英: tulpamancy）と呼ばれ、タルパの保有者はタルパマンサー（英: tulpamancer）と呼ばれる。

## 語源
タルパ（英: tulpa）の語源は、応身を意味するチベット語の名詞化された動詞 སྤྲུལ་པ (sprul pa, トゥルパ) である。トゥルパは、「姿を変える」「変身する」という意味の動詞 སྤྲུལ (sprul, トゥル) に、動作主を表し名詞化する接尾辞 པ (pa, パ) が付与されたものである。トゥルパは、化身ラマ（応身）を意味する སྤྲུལ་སྐུ (sprul sku, トゥルク) または སྤྲུལ་པ་སྐུ (sprul pa sku, トゥルパク) と同義である。

## 歴史

### 20世紀

#### 神智学と思念形態

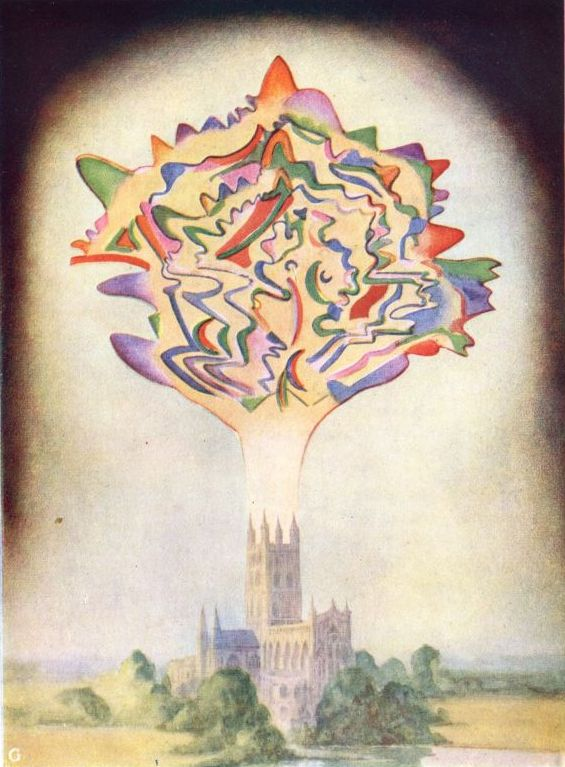
アニー・ベサントとチャールズ・W・レッドビーターの著書『Thought-Forms』（1901年）より、「グノーの音楽」の思念形態。

20世紀の神智学者たちは、トゥルクやトゥルパなど、チベット仏教における応身の概念を神智学的に解釈し、「タルパ」（英:  tulpa）として神智学に取り入れ、「思念形態」（しねんけいたい、英:  thoughtform、想念形体や思念体とも呼ばれる）という概念と同一視した。思念形態は、19世紀末から20世紀初頭にかけて、神智学者のアニー・ベサントとチャールズ・W・レッドビーターが提唱した神智学の概念である。アニー・ベサントは、著書『Thought-Forms』（1901年）の中で、創造者の形をしている形態、物や人に似た形をしており、自然霊や死者によって魂を吹き込まれる可能性のある形態、アストラル界やメンタル界に由来する、感情などの生得的性質を表す形態の3つに思念形態を分類している。タルパについて書かれた最古の文献は、神智学者のアレクサンドラ・デビッドニールの著書『チベットの神秘家と呪術師』（1929年）であり、思念形態という用語が使われた最初期の事例は、ウォルター・エヴァンズ＝ウェンツが翻訳した『チベット死者の書』（1927年）にも見られる。ジョン・レイノルズは、ガラップ・ドルジェ（妙楽金剛）の伝記の英訳に付した注釈の中で、タルパは「発現、顕現」であると定義した。この概念は、西洋魔術の実践でも活用された。
オカルティストのウィリアム・ウォーカー・アトキンソンは、著書『Human Aura』（1912年）の中で、思念形態は人々の思考や感情から生成され、人々を取り囲むオーラから発せられる単純なエーテルのような物体であると説明した。彼はさらに、著書『Clairvoyance and Occult Powers』（1916年）の中で、秘教の経験豊富な修行者が、オーラからアストラル投射として機能する思念形態を作り出す方法を詳説した。その思念形態は、それを投射している人のように見えたり見えなかったりするか、「覚醒時のアストラル感覚」を持つ人だけが見れる幻影であるとされる。

#### アレクサンドラ・デビッドニール
神智学者のアレクサンドラ・デビッドニールは、20世紀のチベットで実際にそれらの神秘主義的実践を見たと主張した。彼女は、著書『チベットの神秘家と呪術師』（1929年）の中で、タルパは「強力な凝念による魔術的形成物」であると説明した。「悟りを得た菩薩は、十種の神変不可思議を生み出す能力がある。しかし、魔術的形成物を生む力、トゥルク、あるいはそれほど長く持続せず具現化の程度が低いタルパ、そういったものは（菩薩のような）神秘的な高位の存在だけのものではない。どんな人間、神霊（デーヴァ）、あるいは鬼類でも、それを持っているということはあり得ることだ。その違いはただ力の度合いによるものであって、集中力と心そのものの質に左右されるのだ」と彼女は語っている:331。また、タルパが自分自身の心を持つようになる能力について次のように述べた。「ひとたびタルパが現実存在として振る舞うのに十分な生命力を与えられると、創造者の支配から逸脱する傾向にある。チベットのオカルティスト（行者）の言うには、身体が完成して親から離れて生きることができるようになった子どもが母胎から出ていくように、これはほとんど自動的に起こるものである:283」。彼女は愉快なフライアー・タック（ロビン・フッドの仲間の陽気な修道士）のような僧侶のイメージでタルパを創ったが、このような現象が起きたためラマに頼み込んで消滅させたということがあった。彼女は、自分が作った思念形態を他者も見ることができるかもしれないと訴えたが、後に自分の体験が錯覚であった可能性に言及し、「私は自分自身の幻を作り上げてしまっていたのかもしれない」と語った:176。

### 21世紀
タルパという概念は、欧米では1990年代後半から2000年代にかけてテレビで人気を博し、フィクション作品を通じて普及・世俗化した。2009年以降には、4chanやRedditなどのウェブサイト上でタルパに特化したコミュニティが誕生した。これらのコミュニティの人々は、自らを「タルパマンサー」（英: tulpamancers）と総称しており、他のタルパマンサーのガイドやサポートを行っている。これらのコミュニティは、マイリトルポニーの成人ファンたちが、マイリトルポニーのTVシリーズのキャラクターを基にしたタルパのためのフォーラムを作成した際に人気が増した。そのファンらは、イマジナリーフレンド（タルパ）を作成するために瞑想と明晰夢のテクニックを使用することを試みた。
マギル大学助教授のサミュエル・ヴェイシエールは、このコミュニティの人口統計的・社会的・心理的プロファイルを調査した。それによると、これらのコミュニティのアクティブユーザー数は数百人単位であり、現実での直接の会合はほとんど行われておらず、「タルパマンサー」と名乗るこれらの個人は、タルパを「実在するか、あるいは何らかの形で実在する人物」として扱っているという。彼らは「主に都市部の中産階級で、思春期・若年成人層」に属しており、「（タルパを作る）動機として、孤独感や社会的不安を挙げている」という。また、回答者の93.7%が、タルパを作成することによって新たな非日常的感覚的体験がもたらされ、「自分の状態が良くなった」と述べた。一部にはタルパと性的・恋愛的関係を持つ人もいるが、賛否両論がありタブー視される傾向にある。調査では、118名の回答者のうち、76.5%がタルパに関する心理学的・神経科学的説明を支持しており、8.5%が形而上学的説明、14%がその他の説明を支持していることが判明した。
日本国内では、タルパを友人として親しんだり、その原点を探るという新たな方向性による著作が現れ始めた。

## 特徴
タルパは、作者とコミュニケーションをとることができるが、このコミュニケーションは、明らかに自分のものではない思考を感知する「エイリアン・フィーリング」（英: alien feeling、異質な感覚）で行われることがあるという。一部のタルパマンサーは、幻聴・幻視・幻触・幻嗅など、自分のタルパの幻覚を体験することがある。幻覚を体験する作者は、自分のタルパを見たり、聞いたり、触れたりできる。
一部のタルパマンサーは、自分のタルパがいる「マインドスケープ」（英: mindscape）や「ワンダーランド」（英: wonderland）といった、心像の風景を視覚化している。マインドスケープの視覚化は、作者には白昼夢やヒプナゴギア、あるいは明晰夢のように感じられ、タルパはマインドスケープ内を探索でき、これによって作者はタルパと交流することが可能となる。
憑依（英: possession）は、タルパが作者の身体をコントロールすることである。憑依を行うと、作者は解離を体験し、タルパは作者の身体の一部、あるいは全体を一人で、または作者と共にコントロールする。憑依は瞑想によって行われ、また、作者の許可がなければタルパは憑依を行えないという。

## 研究

### メカニズム
人工知能研究者のカイ・ソタラは、2015年にヘルシンキ大学で開催されたカンファレンス「Toward a Science of Consciousness 2015」において、タルパは3つの要因の組み合わせにより生まれる可能性があるという仮説を提案した。
第一に、意識的思考は「現実性のシミュレータ」として機能しており、何かを想像することは、それを知覚することと本質的に同じプロセスであり、感覚情報は外部からの入力ではなく内部モデルから生成される（Hesslow 2002, Metzinger 2004）。第二に、我々の脳は、社会的相互作用を円滑にするために他者をモデル化し、その行動を予測する能力を持つように進化してきた。第三に、脳の予測符号化モデル（Clark 2013）によると、行動と知覚・予測は密接に関連している。つまり、何かを行うことには、それを行うだろうと予測することが含まれており、脳はその予測を満たすために必要な行動を見つけるために後ろ向き推論を実行する。

これにより、作成したい人物の種類を想像し、その人物がさまざまな状況でどのように振る舞うのかを想像することから始める、タルパ作成プロセスが可能となる。このプロセスで作成された心的イメージは、想像された感覚情報と知覚された感覚情報を区別できない可能性がある、脳の人物モデリングモジュールによって拾われ、想像上の存在であるタルパのモデルが作られ始める。実践者は、タルパはときどき予期しないことを行うと報告しているが、これは、脳が後ろ向き推論を行い、タルパの想像された行動の考えられる「深い原因」を見つけ出した結果、他の帰結がシミュレートされることにより、タルパに予期せぬ行動を起こさせるためと説明できる可能性がある。最終的に、モデルと実践者のタルパを想像する力が十分に強くなると、自律したフィードバックループが発生する。すなわち、タルパのモデルがそれの行動の新しい予測を作成し、実際に起きているかのように経験され、その経験がモデルにフィードバックされることにより、新しい予測と行動が生み出されるのである。この時点までに、タルパは「メイン」の人格から独立し、別々に行動しているように経験される。
また彼は、タルパと類似した現象として、子供のイマジナリーフレンドと解離性同一性障害、そしてフィクション作品の作家がよく経験する「独立した行為者の錯覚」（英: illusion of independent agency）の3つを挙げている。独立した行為者の錯覚は、フィクションのキャラクターがあたかも自分の意志を持って実在しているかのように感じ、そのキャラクターと（脳内で）会話や議論などができるようになる現象である。
2020年現在、タルパとの接触や内言に関わる認知メカニズムと脳領域を特徴づけるために、MRIを使った研究がスタンフォード大学で進行中であり、被験者が募集されている。

### 精神障害との関連性
一般社会や医学界では、「複数の人格」（英: multiple personalities、多重人格）があることは、一般的に精神障害の兆候であると考えられている。タルパマンサーは、解離性同一性障害や統合失調症と混同されることが多いが、タルパを有していることは、どの精神障害の診断基準にも当てはまらない。とはいえ、タルパコミュニティの人口の大多数が、何らかの精神障害を有していることが調査により判明している。2018年、サブレディットの「r/tulpas」が行った調査では、203名の回答者のうち、59%が抑うつ、44%が不安障害、28%がADHD、21%が自閉症、9%がPTSD、7%が双極性障害、6%がパーソナリティ障害と診断されたことがあると回答している。141名のタルパマンサーを対象にサミュエル・ヴェイシエールが行った調査では、タルパマンサーの自閉症・ADD・ADHDの割合は一般集団よりも著しく高いことが判明した。ヤコブ・J・イスラーが行った研究では、被験者の半数以上が何らかの精神障害、または神経発達障害を有していることが判明した。ヴェイシエールは、自閉症やADHDなどのグループは強い孤独感を抱いているため、タルパを作りたがる傾向にあるのではないかと推測している。実際に、精神障害と診断されたことのあるタルパマンサーの93.7%が、タルパを作成することによって症状が改善したと答えている。
Martin et al.（2020）は、タルパとホストのパーソナリティ特性と関係満足度の研究を行った。そこでは、すべての被験者がタルパと全体的に良い関係を持っていると答えた。データ分析では、タルパとホストのパーソナリティは基本的に類似しており、パーソナリティ特性の各ドメインのスコアが二者共に低いことが関係満足度の高さと相関していることが分かった。しかし、脱抑制（英語: Disinhibition）においてホストがタルパよりも高いスコアを示した場合、より高い関係満足度が示されることが分かった。脱抑制の項目は、人間関係を作り、維持し、上手く機能する上で重要な能力に関する質問をするものであり、スコアが高いほどその領域で機能不全であることを示している。孤独感や社会的不安をタルパ作成の動機としてよく挙げるホストが脱抑制の領域で高いスコアを得たことから、人間関係や社会生活に影響を与える高レベルな機能障害を経験していることが必然的に理解される。したがって、そのようなケースでは、脱抑制の低いタルパが脱抑制の高いホストの苦闘・苦痛を和らげるようなコーピングメカニズム（対処・適応メカニズム）としてタルパマンシーは機能している可能性があり、タルパとの相補的な関係がホストの生活の中で有益なメカニズムとして働いている可能性があると著者らは指摘した。これに加え、タルパマンシーは必ずしも精神障害を有していることを示さないとしつつも、ホストが他の形の精神障害を経験したことがタルパ作成の動機となり、タルパを使って精神障害に対処している可能性も指摘された。また、その保有者に利益を与えるという点で、タルパとイマジナリーフレンドの著しい類似性を著者らは認識したが、子供たちが自分のイマジナリーフレンドを「友達のふりをしたものである」と理解しているのに対し、タルパのホストらは、タルパを「自律的で意識を持った存在である」と理解しており、内在性よりも外在性（自分の内言や単なる想像の産物ではなく、実際に外部の他者と話しているように感じられるということ）が重視されているため、その点で区別されるとした。